# Myllaena cuneata
Myllaena cuneata är en skalbaggsart som beskrevs av Notman 1920. Myllaena cuneata ingår i släktet Myllaena och familjen kortvingar. Inga underarter finns listade i Catalogue of Life.